# Capacité alliée de surveillance terrestre

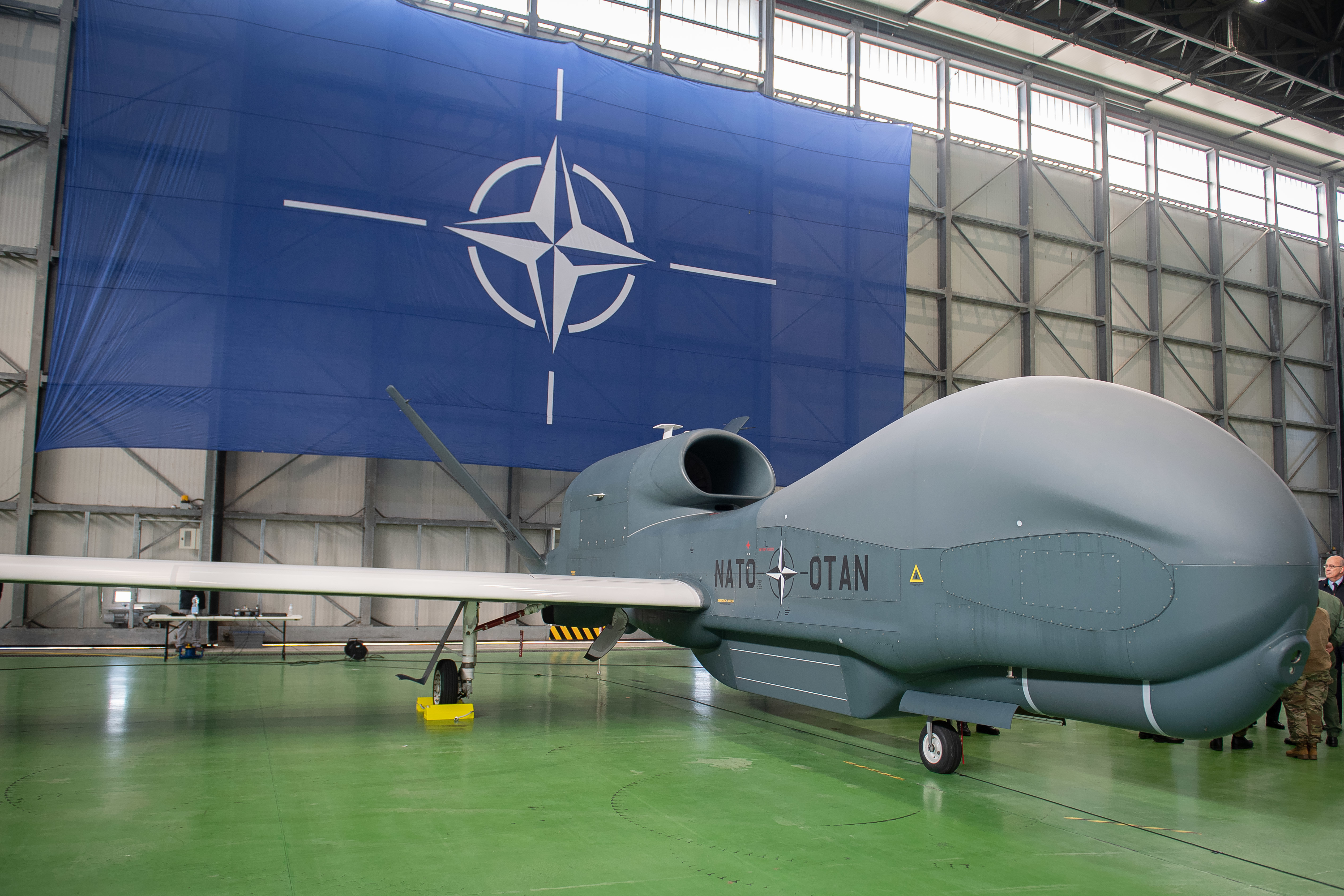
Drone RQ-4D Phoenix du système AGS.

La capacité alliée de surveillance terrestre (AGS pour Alliance Ground Surveillance) est un programme de l'OTAN visant à acquérir une capacité de surveillance au sol aéroportée grâce au Northrop Grumman RQ-4 Global Hawk.
De la même manière que pour la capacité de transport aérien stratégique, le programme est géré par 15 États membres de l'OTAN : la Bulgarie, la République tchèque, le Danemark, l'Estonie, l'Allemagne, l'Italie, la Lettonie, la Lituanie, le Luxembourg, la Norvège, la Pologne, la Roumanie, la Slovaquie, la Slovénie et les États-Unis. Le système a établi sa principale base opérationnelle à la base aérienne de Sigonella, en Italie,.
Les premiers drones destinés au programme AGS sont sortis de la chaîne de production Northrop Grumman à Palmdale le 4 juin 2015,,. Un exemplaire a effectué son premier vol à la base aérienne d'Edwards le 19 décembre 2015, les autres sont restés dans l'usine de Palmdale, en Californie.
En juillet 2017, l'US Air Force a attribué l'identifiant RQ-4D pour désigner ces appareils.
Le premier drone RQ-4D est arrivé à la base aérienne de Sigonella le 21 novembre 2019, pour des vols d'essai. La capacité opérationnelle initiale était alors attendue au premier semestre 2020.
Le dernier appareil est arrivé le 12 novembre 2020. La capacité opérationnelle initiale a été atteinte en février 2021.

## Voir également
- Véhicule aérien sans pilote